# 三雄判令
三雄判令（日語：アジュディミツオー），是日本純種競賽馬匹。生涯稱霸泥地賽事，於2004及2005年連霸東京大賞典，其後於2006年接連勝出川崎紀念、柏市紀念及帝王賞，成功制霸所有由南關東公營競馬舉辦的古馬一級賽。由於其屢屢以地方所屬馬身份於中央地方交流賽中戰勝一眾中央所屬馬，因而被稱為「南關的守護者」（南関の守護者）及「地方的英雄」（地方の英雄）。

## 出賽前
2001年6月2日出生於北海道靜內町（今新日高町）藤川牧場，所有權歸於母系馬主織戶光男之子織戶真男旗下。
其後交由船橋競馬場練馬師川島正行訓練。

## 競賽生涯

### 2歲
2003年9月15日出戰船橋競馬場特選2歲新馬戰，比賽途中一直守於第二位下於最後直路超越領放馬取得領先，其後保持速度下以1馬位取得首勝。
其後進入休養狀態，於年間未再出戰任何賽事。

### 3歲
2004年4月復出出戰3歲賽，比賽開始後隨即以優秀的反應搶佔領放位置，於比賽途中越帶越順之下逐步拋離對手，最終以5馬位優勢取得冠軍。
其後出戰東京灣盃，亦繼續以領放的姿態帶出，最終以2 1/2馬位戰勝對手。
5月12日出戰東京打吡，賽前落後同為無敗馬的Belmont Storm取得第二人氣。比賽開始後，其繼續迅速搶佔位置領放，並於比賽途中一直於前方位置保持約莫2、3馬位的領先優勢。進入直路後，三雄判令速度未減之下繼續衝刺，最終成功壓制後方衝出的Kyoei Pride，以2 1/2馬位取得冠軍。
其後出戰日本泥地打吡，比賽繼續採用領放戰術，但未能於直路維持自身節奏下稍微失速，最終被Cafe Olympus、Aquilegia及Kyoei Pride超越取得第四。
進入下半年，其先後出戰黑潮盃及日本電視盃，但分別以第三及第二的戰績完賽。
11月3日出戰日本育馬場盃經典賽，本次比賽其未有搶佔位置領放，意思保持於約莫第三有遮擋的位置行進，通過第四彎道後開始發力。進入直路後，其成功超越前方領放馬烏托邦一度取得領先，然而其後隨即被一直保持於第四位的尊師重道追上，最終無法抵擋對手的攻勢下以第二落敗。
12月29日出戰東京大賞典，賽前落後日本盃泥地大賽冠軍時間悖論及打吡大獎賽冠軍Personal Rush取得第三人氣。比賽開始後，其隨即以極快的速度搶佔位置領放，時間悖論處於第四左右的位置，而Personal Rush則於後方追走。比賽中段，騎師內田博幸指揮其稍為減低速度避免體力消耗過大，同時亦盡量保持於隊伍前方位置。進入直路後，憑借其充足的體力，其成功進入加速狀態並進一步衝刺，最終爆發出全長最快末腳下逐步拋離後方對手，最終以3馬位優勢贏過第二的烏托邦取得冠軍，亦為2001年東寶皇帝後再一匹勝出東京大賞典的地方所屬馬。

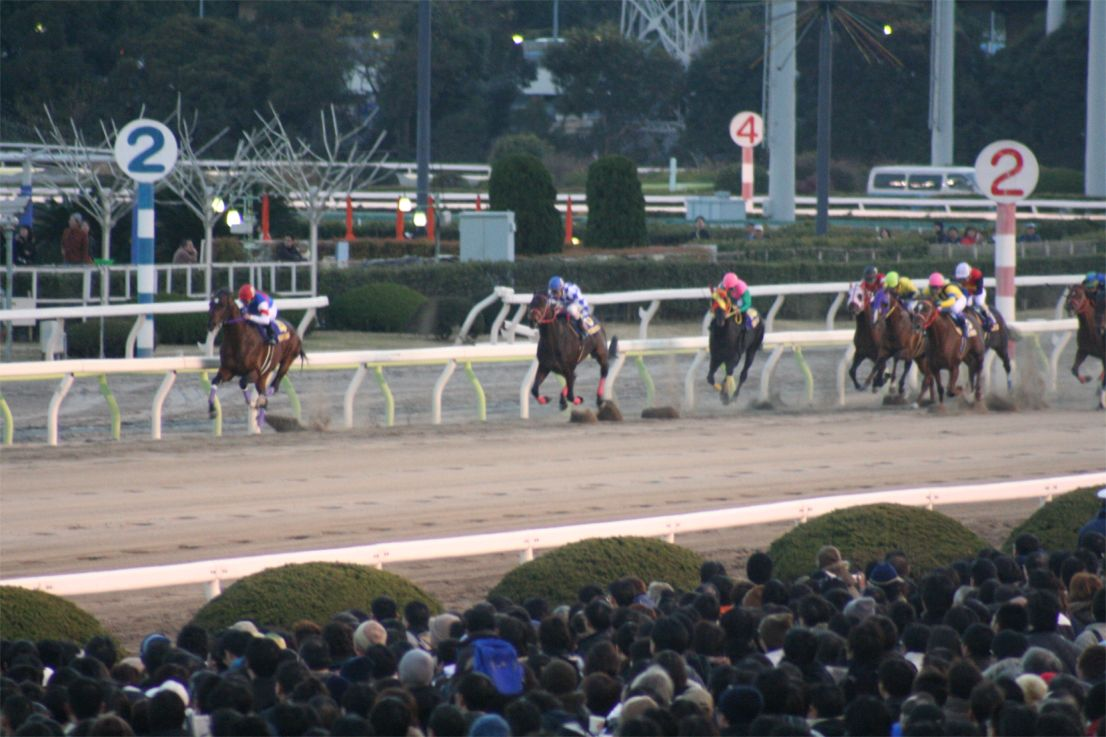
出戰東京大賞典的三雄判令

### 4歲
2005年年初受阿聯酋方面邀請出戰杜拜世界盃，為首匹遠征此賽事的地方馬。然而於比賽途中，其無法維持自身的速度，最終無法抗衡其他對手之下以第六落敗。
回國後，因為檢疫等種種原因其於秋季才正式出戰賽事，並於日本電視盃中取得第三的戰績。
10月29日出戰武藏野錦標，但由於其未能適應東京競馬場泥地1600米賽事起步後需要涉足草地跑道的特點，因而於賽事初段經已失去節奏。縱然其後成功調整並於直路奮力加速，但仍然無法壓制一同衝出的Hishi Atlas，更被後上的Sunrise Bacchus及雷神精靈超越，最終以第四落敗。
11月26日出戰日本盃泥地大賽，雖然比賽初段以穩定的節奏領放，但後半段路程受到蹄鐵脱落下未能繼續維持步速，最終於直路大幅失速下以第十大敗。
其後出戰東京大賞典以連霸為目標，但賽前僅獲第四人氣。比賽開始後，順利出閘的三雄判令順勢進佔位置領放，於比賽途中一直保持於最前方位置帶領馬群前進。進入直路後，其仍然以較穩定的節奏加速，最終成功壓制先行部隊的尋鑽寶下以1 1/2馬位優勢奪冠，成為首匹連霸此賽事的賽駒。
2006年首戰為川崎紀念，本次比賽再度以領放姿態展開，並於直路上再一次阻止尋鑽寶的攻勢，最終以頸位優勢達成一級賽連勝。
其後出戰二月錦標，然而繼續未能適應起步點的草地賽道下明顯落後其他馬匹，最終未能加速扭轉局勢下以第七落敗。
4月12日出戰一哩大獎賽作為柏市紀念的熱身，比賽初段選擇保持於約莫第五、六的位置行進，但於進入對面直路經已取得領先。進入直路後，其未減節奏下繼續於內欄位置衝刺，最終拉開對手5馬位勝出之餘，亦以1分37.2秒的完賽時間打破大井競馬場泥地1600米賽道的記錄。
其後按照計劃出戰柏市紀念，於賽前獲得第一人氣。比賽開始後，其繼續以優秀的反應搶佔領放位置，並於比賽中段經已主導步速。進入直路後，其一直於內欄位置穩步加速，最終壓制Blue Concorde取得冠軍。

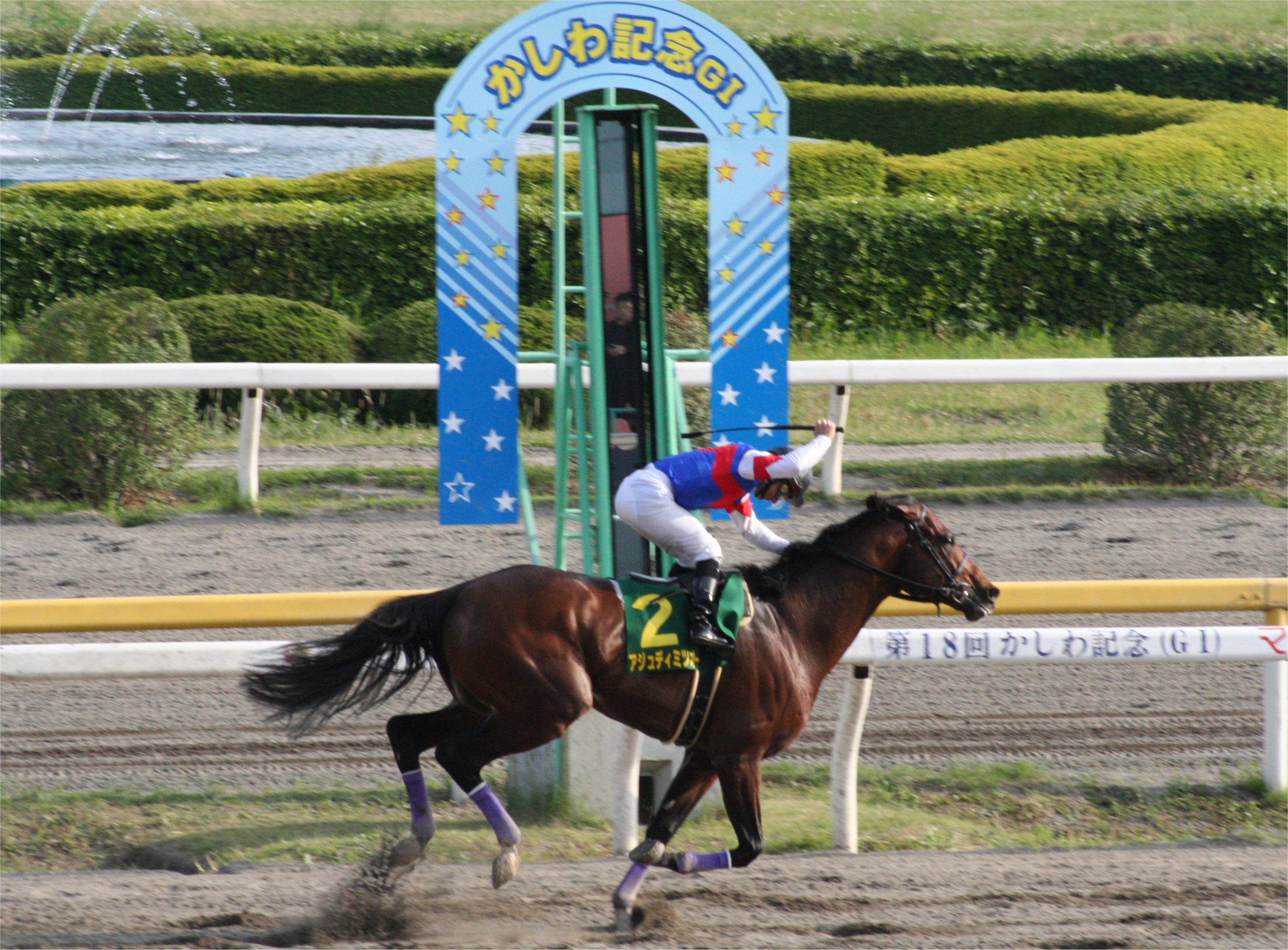
出戰柏市紀念的三雄判令

6月28日乘勢出戰帝王賞，賽前落後上年度最佳泥地馬雷神精靈及東海錦標亞軍Meiner Bowknot取得第三人氣。比賽開始後，其繼續以領放的姿態展開賽事，以雷神精靈則保持於第三的位置緊咬不放。進入直路後，三雄判令順勢帶出，而雷神精靈則成功由外檔的位置望空加速，兩駒隨即進入激烈的纏鬥狀態。直路中段，雖然兩駒仍然鬥得難分難解，但此時三雄判令明顯處於上風狀態並稍微帶出，最終其亦成功保持優勢直至終點，以1馬位距離及破大井競馬場2000米賽道記錄的2分2.1秒完賽時間戰勝對手奪冠，同時亦成為首匹制霸所有由南關東公營競馬舉辦的古馬一級賽的賽駒。

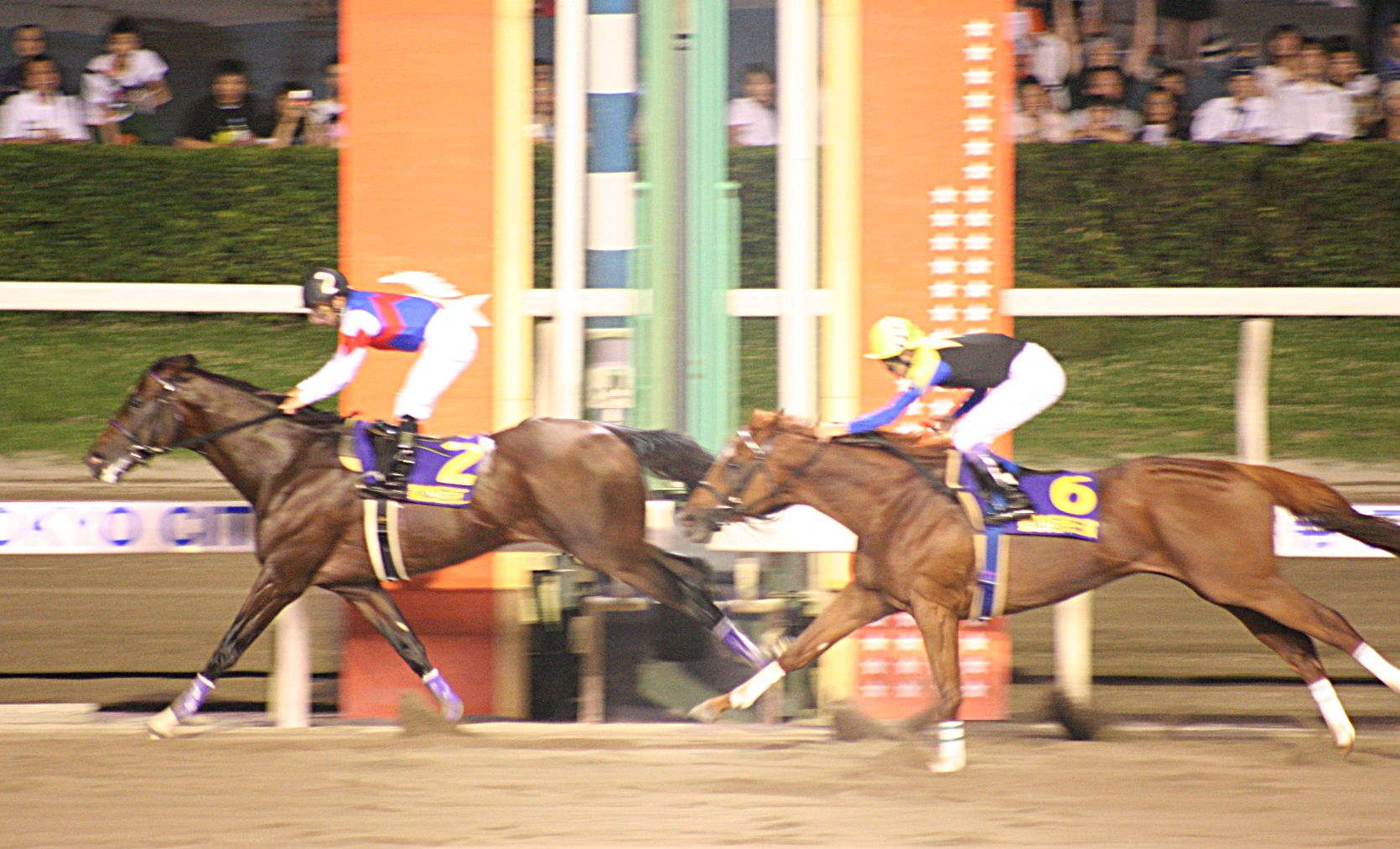
出戰帝王賞的三雄判令

秋季原定以日本育馬場盃經典賽作為目標，但被診斷出患有骨瘤之下需要進入休養。
12月於東京大賞典復出，但狀態未完全恢復之下僅跑獲第五，未能達成三連霸的偉業。

### 6歲
2007年首戰為川崎紀念，雖然其於比賽初段以較快步速帶出，但於第四彎道時逐漸失去優勢，於直路入口時更被赤兔馬超越，最終亦以6馬位差距敗於對手取得第二。
其後出戰二月錦標雖然以第十四大敗，但後續於柏市紀念一轉頹勢，最終僅敗於內檔強閘的Blue Concorde取得第二。
完成柏市紀念後，陣營安排其進入休養，未有於年間繼續出戰賽事。

### 7歲
2008年3月5日出戰大尾光紀念，但未能維持速度下以第六落敗。
賽後再度進入休養狀態，最終於年間僅出戰一場賽事，

### 8歲
歷經約莫一年的休養，其於一哩大獎賽復出，雖然比賽初段一直維持領先，但於最後直路仍然被Royal Boss超越，最終以第二完賽
其後出戰柏市紀念及帝王賞，均於賽事途中失速被其他馬匹超越，最終分別以第八及第十落敗。
完成帝王賞後原定繼續為秋季的賽事備戰，但於8月20日的訓練途中左後腳出現疼痛現象，最終陣營決定安排其退役，並於11月18日在船橋競馬場舉行退役儀式。

### 詳細賽績
| 日期       | 舉辦國家 | 馬場 | 距離   | 級別      | 賽事名稱           | 負重 | 騎師     | 馬號 | 出馬 | 名次 | 時間   | 頭馬（二馬）      |
| ---------- | -------- | ---- | ------ | --------- | ------------------ | ---- | -------- | ---- | ---- | ---- | ------ | ----------------- |
| 15/9/2003  | 日本     | 船橋 | 泥1000 |           | 特選2歲新馬        | 53   | 石崎隆之 | 7    | 7    | 1    | 1:00.9 | （Aydin Glow）    |
| 13/4/2004  | 日本     | 船橋 | 泥1500 |           | 3歲賽              | 54   | 佐藤隆   | 1    | 12   | 1    | 1:36.4 | （Air Brocco）    |
| 12/5/2004  | 日本     | 船橋 | 泥1800 | 南關東GI  | 東京灣盃           | 54   | 佐藤隆   | 11   | 11   | 1    | 1:52.2 | （Zelenka）       |
| 3/6/2004   | 日本     | 大井 | 泥2000 | 南關東GI  | 東京打吡           | 56   | 佐藤隆   | 5    | 16   | 1    | 2:05.2 | （Kyoei Pride）   |
| 8/7/2004   | 日本     | 大井 | 泥2000 | 地方GI    | 日本泥地打吡       | 56   | 佐藤隆   | 2    | 14   | 4    | 2:05.2 | Cafe Olympus      |
| 4/8/2004   | 日本     | 大井 | 泥1800 | 南關東GII | 黑潮盃             | 56   | 佐藤隆   | 2    | 12   | 3    | 1:53.6 | Kyoei Pride       |
| 23/9/2004  | 日本     | 船橋 | 泥1800 | 地方GII   | 日本電視盃         | 53   | 內田博幸 | 5    | 10   | 2    | 1:49.8 | Nike a Delight    |
| 3/11/2004  | 日本     | 大井 | 泥2000 | 地方GI    | 日本育馬場盃經典賽 | 55   | 内田博幸 | 6    | 13   | 2    | 2:02.6 | 尊師重道          |
| 29/12/2004 | 日本     | 大井 | 泥2000 | 地方GI    | 東京大賞典         | 55   | 内田博幸 | 13   | 14   | 1    | 2:02.6 | （烏托邦）        |
| 26/3/2005  | 阿聯酋   | 詩柏 | 泥2000 | GI        | 杜拜世界盃         | 57   | 内田博幸 | 1    | 12   | 6    | 2:04.7 | 五月玫瑰          |
| 23/9/2005  | 日本     | 船橋 | 泥1800 | 地方GII   | 日本電視盃         | 58   | 内田博幸 | 3    | 12   | 3    | 1:53.1 | Saqalat           |
| 29/10/2005 | 日本     | 東京 | 泥1600 | GIII      | 武藏野錦標         | 59   | 内田博幸 | 3    | 16   | 4    | 1:35.9 | Sunrise Bacchus   |
| 26/11/2005 | 日本     | 東京 | 泥2100 | GI        | 日本盃泥地大賽     | 57   | 内田博幸 | 14   | 16   | 10   | 2:10.5 | 雷神精靈          |
| 29/12/2005 | 日本     | 大井 | 泥2000 | GI        | 東京大賞典         | 57   | 内田博幸 | 4    | 15   | 1    | 2:03.1 | （尋鑽寶）        |
| 25/1/2006  | 日本     | 川崎 | 泥2100 | GI        | 川崎紀念           | 57   | 内田博幸 | 2    | 10   | 1    | 2:12.8 | （尋鑽寶）        |
| 19/2/2006  | 日本     | 東京 | 泥1600 | GI        | 二月錦標           | 57   | 内田博幸 | 7    | 16   | 7    | 1:36.0 | 雷神精靈          |
| 12/4/2006  | 日本     | 大井 | 泥1600 | 南關東GII | 一哩大獎賽         | 57   | 内田博幸 | 8    | 15   | 1    | 1:37.2 | （Coreless Time） |
| 5/5/2006   | 日本     | 船橋 | 泥1600 | 地方GI    | 柏市紀念           | 57   | 内田博幸 | 2    | 13   | 1    | 1:38.6 | （Blue Concorde） |
| 28/6/2006  | 日本     | 大井 | 泥2000 | 地方GI    | 帝王賞             | 57   | 内田博幸 | 2    | 13   | 1    | 2:02.1 | （雷神精靈）      |
| 29/12/2006 | 日本     | 大井 | 泥2000 | GI        | 東京大賞典         | 57   | 内田博幸 | 9    | 13   | 5    | 2:04.6 | Blue Concorde     |
| 31/1/2007  | 日本     | 川崎 | 泥2100 | JpnI      | 川崎紀念           | 57   | 内田博幸 | 5    | 13   | 2    | 2:14.2 | 赤兔馬            |
| 18/2/2007  | 日本     | 東京 | 泥1600 | GI        | 二月錦標           | 57   | 内田博幸 | 2    | 16   | 14   | 1:36.4 | Sunrise Bacchus   |
| 2/5/2007   | 日本     | 船橋 | 泥1600 | JpnI      | 柏市紀念           | 57   | 内田博幸 | 2    | 14   | 2    | 1:37.7 | Blue Concorde     |
| 5/3/2008   | 日本     | 船橋 | 泥2400 | JpnII     | 大尾光紀念         | 57   | 佐藤裕太 | 11   | 13   | 6    | 2:37.2 | Furioso           |
| 26/3/2009  | 日本     | 大井 | 泥1600 | SII       | 一哩大獎賽         | 56   | 内田博幸 | 1    | 14   | 2    | 1:39.7 | Royal Boss        |
| 5/5/2009   | 日本     | 船橋 | 泥1600 | JpnI      | 柏市紀念           | 56   | 三浦皇成 | 13   | 13   | 8    | 1:38.4 | 希望之城          |
| 24/6/2009  | 日本     | 大井 | 泥2000 | JpnI      | 帝王賞             | 57   | 石崎隆之 | 8    | 13   | 10   | 2:08.5 | 赤兔馬            |

## 退役後
退役後，三雄判令成為了配種馬，於北海道新日高町Arrow Stud休養，在2010年進行配種，首批子嗣於2011年出生。首批子嗣可於2013出賽。
2016年，其由配種馬退役，返回出生地、同町的藤川牧場進行養老生活。

## 血統簡介
父系Adjudicating為美國賽駒，生涯戰績優秀，曾勝出一級賽美國香檳錦標。祖父單色亦是美國賽駒，生涯三場全勝後因傷退役，退役後成爲著名種馬，現已確定為一支獨立的系統。
母系Orimitsu Kinen為日本賽駒，生涯僅勝出條件戰及啤於的賽事。外祖父Judge Angelucci爲美國賽駒，曾三勝泥地一級賽。

### 血統表
| 父線：單色系（北地舞人系）                    |                                |                 |                 |
| 種馬 Adjudicating 1987年（深棗色）            | 單色 1974年（棗色）            | 北地舞人        | 新北區          |
| 種馬 Adjudicating 1987年（深棗色）            | 單色 1974年（棗色）            | 北地舞人        | Natalma         |
| 種馬 Adjudicating 1987年（深棗色）            | 單色 1974年（棗色）            | Pas de Nom      | Admirals Voyage |
| 種馬 Adjudicating 1987年（深棗色）            | 單色 1974年（棗色）            | Pas de Nom      | Petitioner      |
| 種馬 Adjudicating 1987年（深棗色）            | Resolver 1974年（棗色）        | Reviewer        | 勇者帝王        |
| 種馬 Adjudicating 1987年（深棗色）            | Resolver 1974年（棗色）        | Reviewer        | Broadway        |
| 種馬 Adjudicating 1987年（深棗色）            | Resolver 1974年（棗色）        | Lovely Morning  | Swaps           |
| 種馬 Adjudicating 1987年（深棗色）            | Resolver 1974年（棗色）        | Lovely Morning  | Misty Morn      |
| 繁殖雌馬 Orimitsu Kinen 1983年（栗色）        | Judge Angelucci 1983年（栗色） | Honest Pleasure | What a Pleasure |
| 繁殖雌馬 Orimitsu Kinen 1983年（栗色）        | Judge Angelucci 1983年（栗色） | Honest Pleasure | Tularia         |
| 繁殖雌馬 Orimitsu Kinen 1983年（栗色）        | Judge Angelucci 1983年（栗色） | Victoria Queen  | Victoria Park   |
| 繁殖雌馬 Orimitsu Kinen 1983年（栗色）        | Judge Angelucci 1983年（栗色） | Victoria Queen  | Willowfield     |
| 繁殖雌馬 Orimitsu Kinen 1983年（栗色）        | Usa Roman 1978年（栗色）       | Tompion         | Tom Fool        |
| 繁殖雌馬 Orimitsu Kinen 1983年（栗色）        | Usa Roman 1978年（栗色）       | Tompion         | Sunglight       |
| 繁殖雌馬 Orimitsu Kinen 1983年（栗色）        | Usa Roman 1978年（栗色）       | Beat Flower     | Never Beat      |
| 繁殖雌馬 Orimitsu Kinen 1983年（栗色）        | Usa Roman 1978年（栗色）       | Beat Flower     | Great Flower    |
| 雌系：號族：1-b                               |                                |                 |                 |
| 五代內近親交配：勇者帝王 4×5、Grey Flight 5×5 |                                |                 |                 |

## 命名由來
名字中，Adjudi（アジュディ）於英語中帶有「判官」的意思，繼承自父系Adjudicating之名字，香港則翻譯為「判令」；Mitsuo（ミツオー）出自馬主織戶真男父親織戶光男之名字，香港則以同音的「三雄」作為翻譯。

## 外部連結
- 三雄判令 netkeiba.com （页面存档备份，存于）
- 血統表 （页面存档备份，存于）